# Alan Cook (cầu thủ bóng đá)
Alan Cook (sinh ngày 25 tháng 4 năm 1992) là một cầu thủ bóng đá người Scotland thi đấu cho Stenhousemuir, ở vị trí tiền vệ.

## Sự nghiệp
Cook trước đó từng thi đấu cho Dumbarton, Stirling Albion, Airdrie United, Arbroath, East Fife, Alloa Athletic, và Stenhousemuir theo dạng cho mượn.

## Thống kê sự nghiệp
Tính đến 25 tháng 5 năm 2018
| Câu lạc bộ           | Mùa giải            | Giải vô địch             | Giải vô địch | Giải vô địch | Cúp bóng đá Scotland | Cúp bóng đá Scotland | Cúp Liên đoàn | Cúp Liên đoàn | Khác    | Khác      | Tổng cộng | Tổng cộng |
| Câu lạc bộ           | Mùa giải            | Hạng đấu                 | Số trận      | Bàn thắng    | Số trận              | Bàn thắng            | Số trận       | Bàn thắng     | Số trận | Bàn thắng | Số trận   | Bàn thắng |
| -------------------- | ------------------- | ------------------------ | ------------ | ------------ | -------------------- | -------------------- | ------------- | ------------- | ------- | --------- | --------- | --------- |
| Dumbarton            | 2009–10             | Scottish Second Division | 10           | 3            | 0                    | 0                    | 0             | 0             | 0       | 0         | 10        | 3         |
| Dumbarton            | 2010–11             | Scottish Second Division | 9            | 1            | 0                    | 0                    | 0             | 0             | 0       | 0         | 9         | 1         |
| Dumbarton            | Tổng cộng           | Tổng cộng                | 19           | 4            | 0                    | 0                    | 0             | 0             | 0       | 0         | 19        | 4         |
| Stirling Albion      | 2011–12             | Scottish Second Division | 33           | 8            | 0                    | 0                    | 1             | 0             | 1       | 0         | 35        | 8         |
| Airdrie United       | 2012–13             | Scottish First Division  | 11           | 2            | 0                    | 0                    | 1             | 1             | 1       | 0         | 13        | 3         |
| Arbroath             | 2013–14             | Scottish League One      | 35           | 12           | 1                    | 0                    | 1             | 0             | 1       | 0         | 38        | 12        |
| East Fife            | 2014–15             | Scottish League Two      | 24           | 2            | 0                    | 0                    | 1             | 0             | 4       | 0         | 29        | 2         |
| Stenhousemuir        | 2015–16             | Scottish League One      | 31           | 8            | 2                    | 0                    | 1             | 0             | 3       | 1         | 37        | 9         |
| Stenhousemuir        | 2016–17             | Scottish League One      | 30           | 5            | 2                    | 0                    | 4             | 0             | 2       | 2         | 38        | 7         |
| Stenhousemuir        | Tổng cộng           | Tổng cộng                | 61           | 13           | 4                    | 0                    | 5             | 0             | 5       | 3         | 75        | 16        |
| Alloa Athletic       | 2017–18             | Scottish League One      | 9            | 0            | 1                    | 0                    | 3             | 0             | 2       | 0         | 15        | 0         |
| Stenhousemuir (mượn) | 2017–18             | Scottish League Two      | 23           | 2            | 0                    | 0                    | 0             | 0             | 4       | 0         | 27        | 2         |
| Stenhousemuir        | 2018–19             | Scottish League One      | 0            | 0            | 0                    | 0                    | 0             | 0             | 0       | 0         | 0         | 0         |
| Stenhousemuir        | Tổng cộng           | Tổng cộng                | 23           | 2            | 0                    | 0                    | 0             | 0             | 4       | 0         | 27        | 2         |
| Tổng cộng sự nghiệp  | Tổng cộng sự nghiệp | Tổng cộng sự nghiệp      | 191          | 41           | 6                    | 0                    | 12            | 1             | 18      | 3         | 227       | 45        |

1. 1 2 3 4 5 6  Số lần ra sân tại Scottish Challenge Cup
2. ↑  Two appearances tại Scottish Challenge Cup and two tại Giải vô địch One play-offs
3. ↑  Four appearances tại Giải vô địch One play-offs